# Колумнист
Колумни́ст, колумни́стка (англ. column — колонка) — автор, единолично ведущий колонку (раздел, рубрику) в каком-либо издании, или являющийся одним из нескольких постоянных авторов этой колонки.
Ещё в 1926 году в США была издана книга «Колонка» (англ. The Column), в которой подробно описаны особенности этого ремесла. Колумнист может вести персональную рубрику, но чаще всего колонку ведут несколько постоянных авторов. Колумнист не обязательно работает штатным журналистом.

## История термина
Словари английского языка отмечают, что оно вошло в обиход с 1915 года или 1920 года. Это слово — американизм, быстро прижившийся в английском языке. Его значение очень конкретно: «журналист, регулярно сотрудничающий с газетой», или «тот, кто пишет в газете колонку или ведёт на радио или телевидении программу, похожую на колонку по материалу и стилю».
Собственно от английского слова «column», когда-то заимствованного из латыни, — в значении «текст, размещённый в виде колонки», с помощью суффикса -ist, обозначающего название человека по его деятельности, и произошёл этот профессионализм. В некоторых ранних примерах слово трудно узнать: до 1920 года в США его иногда в шутку писали как colyumnist (произносится как [‘kaljemnist] — «кальемнист»). С тех пор его английское правописание устоялось и при заимствовании в русский язык было однозначно транслитерировано кириллицей как «колумнист».
Слово «колумнист» можно найти ещё не во всех словарях русского языка, однако оно стало общеупотребительным. Также это слово зафиксировано в Национальном корпусе русского языка, по данным которого оно вошло в русскую речь с 2002 года.
Как и многие другие заимствования из английского, слово вполне освоилось в русском языке: у него сместилось ударение с первого на последний слог и появилась словоизменительная парадигма субстантивного склонения со стандартными окончаниями мужского рода на твёрдый согласный (типа «завод»).